# Série condensée
En géologie, une série condensée est un intervalle stratigraphique peu épais, constitué de sédiments marins généralement fins.
Ces dépôts sont caractérisés par un taux de sédimentation extrêmement faible, inférieur à 10 millimètres par millier d’années.

## Définition
Les séries condensées, selon la définition classique de Vail (1984) et de Loutit (1988), sont constituées de sédiments marins pélagiques à hémi-pélagiques déposés sur une longue durée avec des taux de sédimentation très faibles, liés à un déficit en apport de sédiments d’origine continentale. La gamme des taux de sédimentation est de 5 à 10 mm par millier d’années,,.
Elles se développent en particulier lors des phases de transgression marine et se retrouvent alors corrélées avec les surfaces d’inondation maximales (maximum flooding surfaces en anglais). Lors de ces épisodes transgressifs, les séries condensées peuvent se déposer en domaine de 
plateforme continentale et non plus seulement en domaine de bassin et de talus continental.
La durée de dépôt d’une série condensée se place dans une gamme allant de la biozone stratigraphique à l’étage, c'est-à-dire des intervalles courant de plusieurs centaines de milliers d’années à quelques millions d’années. Il en résulte le dépôt, interrompu par des phases de non-dépôt (hiatus sédimentaire) ou d’érosion, de sédiments dont les épaisseurs varient de plusieurs décimètres à plusieurs mètres.

### Éléments sédimentologiques
Ces intervalles de condensation sont souvent associés à des surfaces d’arrêt de la sédimentation (hiatus sédimentaires) et de surfaces durcies fréquemment encroûtées et perforées.
Les séries condensées sont le lieu de formation de minéraux dits authigénétiques (formés sur place) comme la glauconite, la phosphorite et la sidérite, elles concentrent également certains métaux comme l’iridium.

### Éléments biologiques
Le faible taux de sédimentation des séries condensées a pour conséquence d’augmenter sensiblement la part relative des organismes et micro-organismes qui se déposent et fossilisent dans ce type de sédiments.
Il y a donc des concentrations remarquables d’organismes, surtout pélagiques. L'abondance de fossiles favorise la datation des séries condensées en dépit de leur faible épaisseur et de leur long temps de dépôt. Elles concentrent également la matière organique, essentiellement d’origine phytoplanctonique, dont les cyanobactéries.
Parmi les organismes fossilisés en nombre, on observe selon les âges et les environnements:
- des microfossiles et des micro-organismes :
  - conodontes,
  - graptolites,
  - foraminifères, etc.
- des macro-organismes :
  - goniatites,
  - ammonites, etc.

Le faciès ammonitico rosso de calcaires noduleux rouges très riches en ammonites, principalement d’âge jurassique, constitue un exemple de série condensée concentrant les fossiles.
L'étude biostratigraphique de ces taxons :
- permet des corrélations stratigraphiques avec les séries équivalentes qui se développent latéralement ;
- précise leur rapport avec les séries géologiques antérieures ou postérieures et en autorise ainsi le découpage séquentiel.